# Houtave
Houtave és un nucli del municipi de Zuienkerke a la província de Flandes Occidental a la regió flamenca de Bèlgica. Era un municipi independent fins a la fusió amb Zuienkerke l'1 de gener de 1977. El 2005 tenia 411 habitants a una superfície de 1632 hectàrees.
Història
Un primero oratori en estil romànic es construeix vers l'any 900 que el 961 va esdevenir una parròquia independent. El primer esment «Holtawa» data del 1003. El nom significa «un lloc al maresme no inundable amb bosc». L'estructura compacte del nucli antic del poble fa suposar que a l'origin era una latifundi tipus masia fortificada amb església i fossat doble. Era una possessió de les abadies de Sant Pere del Mons Blandinus i de Sant Bavó ambdues a Gant. Pertanyia com a «appendant» al Franconat de Bruges. A la fi del segle xiii l'església romànica va ser derrocada i reemplaçada per una esglésiacapitulària més ample en estil gòtic. El capítol continuarà existint fins a la revolució francesa.
Al segle xv va patir molt del conflicte bèl·lic entre el país de Bruges i Maximilià d'Àustria. Al segle xvi segueix la devastadora guerra de religió entre els protestants a les disset Províncies i els reis catòlics de Castella. El 1715, després de la Pau d'Utrecht passa de Castella a Àustria. L'estabilitat del govern austríac (1715-1794) que investeix molt en la infraestructura (entre d'altre la via calçada de Bruges cap a Oostende), el que contribueix al progrés social i econònomic de la zona. El poble ateny la seva màxima població (434 habitants).
Geografia i economia
El poble està situat al pòlder de Bruges, que progressivament va ser assecat a l'edat mitjana per la construcció d'una densa xarxa canals de desguàs en profitar dels priels naturals després de la regressió del Mar del Nord, de la qual el canal Noordede que escindeix em poble de ponent a llevant, forma l'eix principal. Els veïns treballen tradicionalment a l'agricultura o a les empreses o serveis de Bruges o Oostende. Des de l'edat mitjana fins avui és conegut per a la cria de cavalls.
Galeria

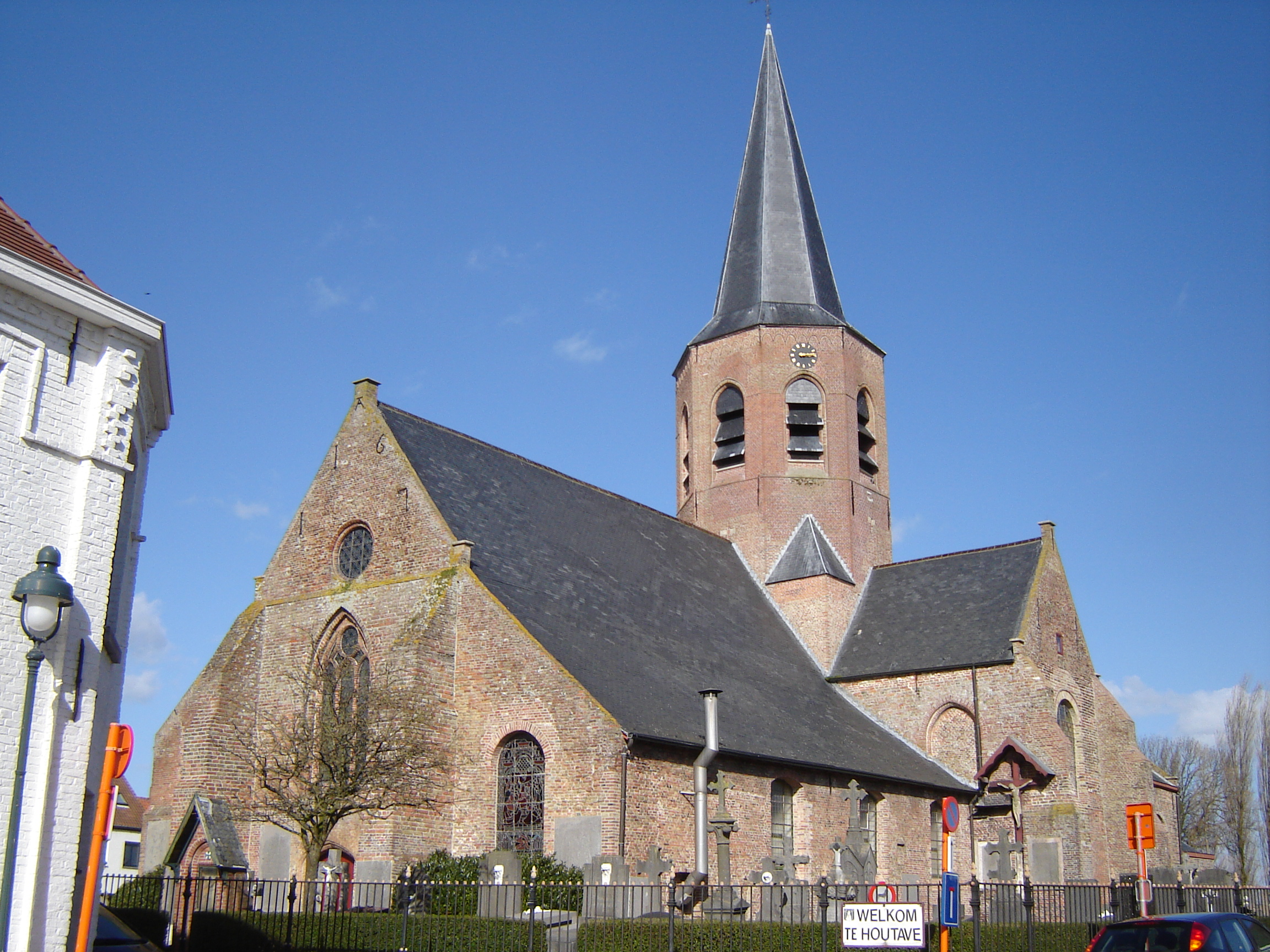
Església de Bavó i Macut
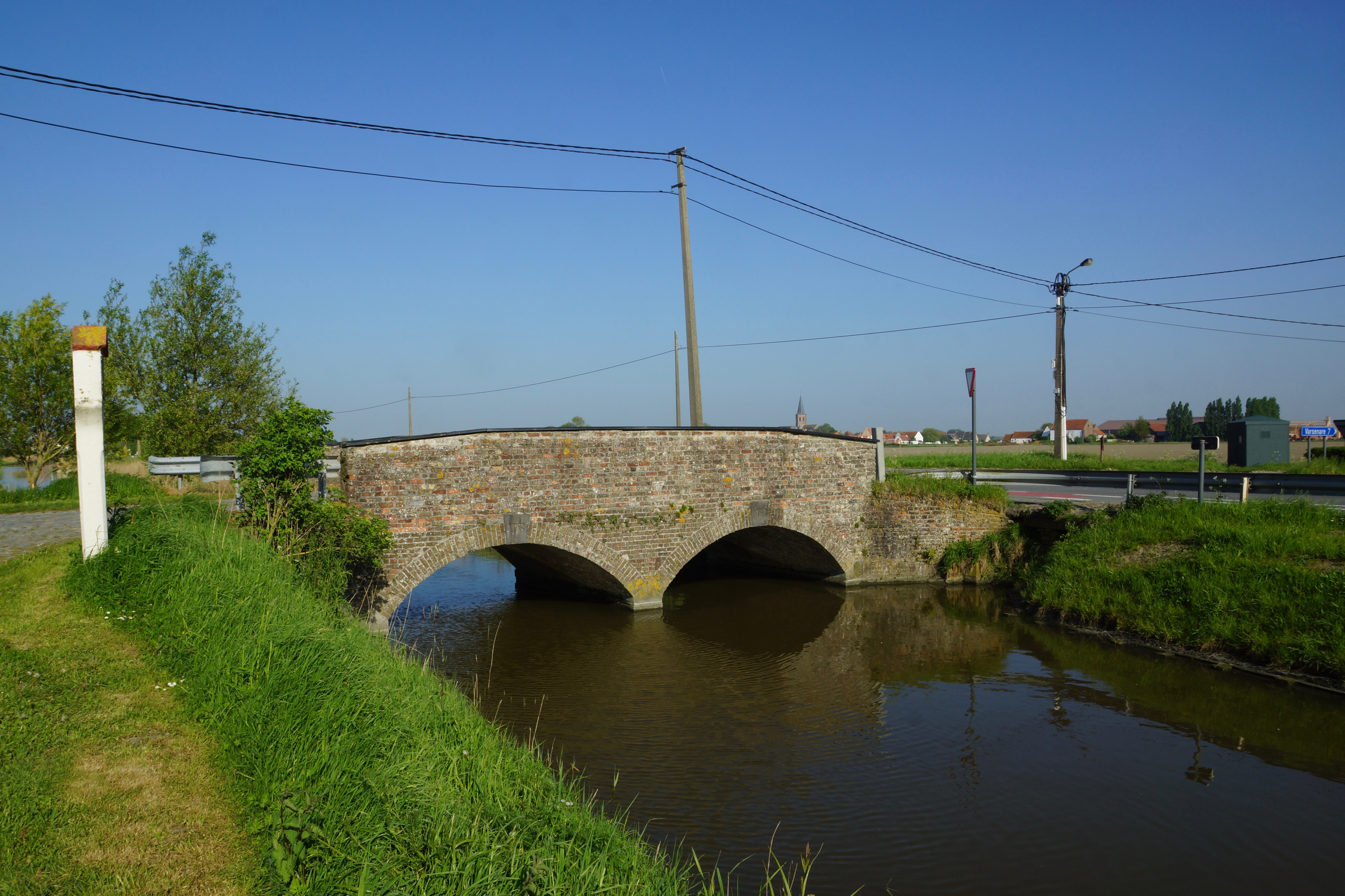
Pont al Noordede del 1853
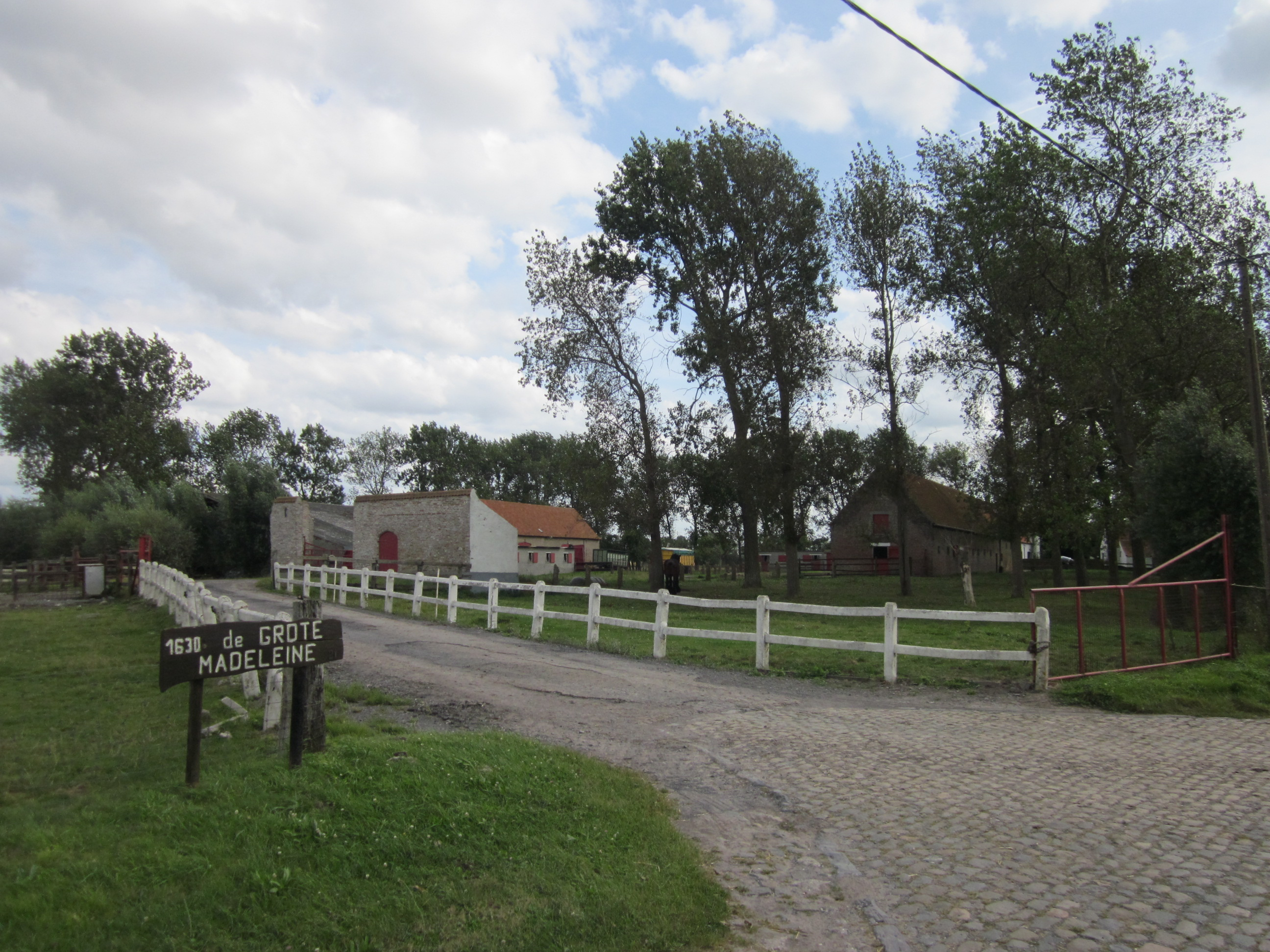
Masia «De Grote Madeleine»